# NGC 1019

NGC 1019

NGC 1019 هي مجرة، تتبع كوكبة قيطس. اكتشفها إدوارد ستيفان في 1 ديسمبر 1880.

## روابط خارجية
- NGC 1019 على موقع ويكي سكاي: DSS2, SDSS, GALEX, IRAS, Hydrogen α, X-Ray, Astrophoto, Sky Map, Articles and images